# Вири
Вирѝ (на френски: Viry) е село в югоизточна Франция, част от департамента От Савоа на регион Оверн-Рона-Алпи. Населението му е около 4 236 души (2013).
Разположено е на 534 метра надморска височина в долината на Рона в Алпите, на 2 километра южно от границата с Швейцария и на 13 километра югозападно от центъра на Женева. Възниква през Средновековието като владение на бароните Вири, васали на владетелите на Савоя.